# Etica Sgr

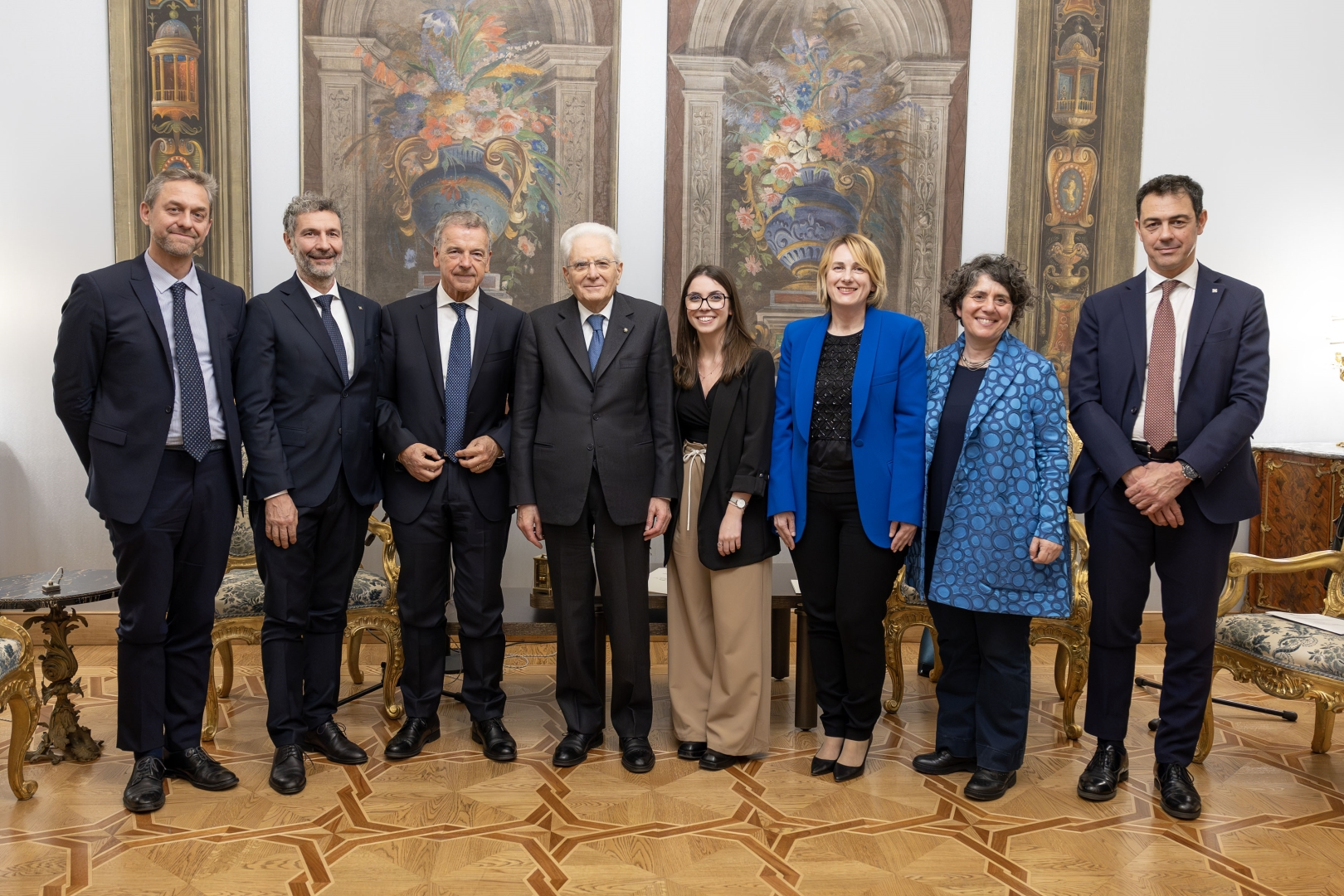
il Presidente Marco Carlizzi (il primo da destra) nella delegazione di Banca Popolare Etica in visita al Quirinale nel 2024

Etica Sgr S.p.A. è un'azienda del settore del risparmio gestito specializzata in fondi sostenibili e responsabili e amministra un patrimonio complessivo di circa 7,380 miliardi di euro.

## Storia
Società di gestione del risparmio del gruppo Banca Etica, venne costituita nel 2000 per iniziativa di Banca Etica, in collaborazione con la Banca Popolare di Milano. Tra i soci in seguito entrarono anche Banco BPM, BPER Banca, Banca Popolare di Sondrio e Cassa Centrale Banca.
In Italia è tra i primi operatori del risparmio gestito sostenibile per patrimonio.

## Presidenti
- 2000 - 2011 Fabio Salviato
- 2011 - 2023 Ugo Biggeri
- 2023 - oggi Marco Carlizzi

## Attività
Etica Sgr si propone di rappresentare i valori della finanza etica nei mercati finanziari e di sensibilizzare il pubblico nei confronti degli investimenti socialmente responsabili e della responsabilità sociale d’impresa. La società partecipa alle assemblee degli azionisti di aziende delle quali detiene azioni, come ad esempio Indesit o Telecom Italia, con l'intento di discuterne le scelte occupazionali, etiche o ambientali. Seleziona i propri investimenti in base ad un centinaio di parametri che valutano le caratteristiche sociali e ambientali dei titoli in cui investono i fondi.
La società aderisce ai Principles for Responsible Investment (PRI) delle Nazioni Unite ed ha assunto a partire dal 2015 un impegno sul tema del cambiamento climatico, aderendo al Montréal Carbon Pledge.

## Riconoscimenti
La società e i suoi prodotti hanno ottenuto negli anni vari riconoscimenti, tra i quali:
- 2003: Sodalitas Social Award, conferito dalla Fondazione Sodalitas;[10]
- 2004: Migliori fondi etici dell'anno, conferito da Adiconsum;[11]
- 2008: Migliori fondi etici italiani, conferito dall'"Osservatorio Finanza Etica";[11]
- 2020: International Investor Award, conferito dall'International Investor Magazine.[12]
- 2022: Gestore Avant-Gardist in ambito ESG secondo il Responsible Investment Brand Index (RIBI)[13].

## Azionariato
La compagine azionaria è così composta.
- Banca Popolare Etica: 51,47 %
- Banco BPM: 19,44 %
- BPER Banca: 10,0 %
- Banca Popolare di Sondrio: 9,87 %
- Cassa Centrale Banca - Credito cooperativo italiano: 9,22 %